# Xiaowandong Zhen
Xiaowandong Zhen (kinesiska: 小湾东, 小湾东镇) är en köping i Kina. Den ligger i provinsen Yunnan, i den sydvästra delen av landet, omkring 250 kilometer väster om provinshuvudstaden Kunming. Antalet invånare är 18 104. Befolkningen består av 8 802 kvinnor och 9 302 män. Barn under 15 år utgör 23,0 %, vuxna 15-64 år 69 %, och äldre över 65 år 6,0 %.
Genomsnittlig årsnederbörd är 1 029 millimeter. Den regnigaste månaden är juli, med i genomsnitt 243 mm nederbörd, och den torraste är januari, med 10 mm nederbörd.